# 南部利済
南部 利済（なんぶ としただ）は、江戸時代後期の大名。陸奥国盛岡藩の第12代藩主。官位は従四位下・信濃守、左少将。
三閉伊一揆を誘発した。横沢兵庫を登用して武備充実や殖産興業策などの積極的な政策を推進したが、経済振興のために盛岡城下に遊郭を建設するなど、藩内感情を無視した膨大急激な計画は反感を買い、凶作の中での奢侈と増税で、最終的には三閉伊一揆を誘発して隠居したにもかかわらず、隠居後も俗に「三奸」と呼ばれた田鎖高行、石原汀、川島杢左衛門を重用して藩政に介入した。

## 経歴
寛政9年8月29日（1797年10月18日）、乱心により既に廃嫡されていた南部利謹（第8代藩主・南部利雄の長男）の次男として盛岡にて誕生。母は庶民出身で塗師の寡婦であったために俗称「油御前」と呼ばれた石原氏（清鏡院）。利済の代に専権を振るった石原汀は、清鏡院の先夫の子で利済の異父兄である。このような出自のため、三閉伊一揆では「油御前の浮気の結果、南部利済が生まれた、南部利済には南部氏の血が流れていない」という噂が流された。
文化11年（1814年）に父が死去すると、浄土真宗の寺院・願教寺に出家していたが、文政3年（1820年）に藩命により還俗し、三戸修礼と称し、翌年には南部氏を称すのを許可される。文政5年（1822年）には、病弱であった藩主・利用が幕府に、自身に万が一のことがあった場合は修礼に藩主を相続させるように内願した。
文政8年（1825年）9月24日、利用が嗣子なくして死去したため、内願通り藩主に就任した。同年12月1日、第11代将軍・徳川家斉にお目見えする。同年12月16日、従四位下・信濃守に叙任する。文政10年12月16日、侍従に任官する。天保10年（1839年）12月18日、左少将に任官する。天保7年（1836年）には南部南方一揆が起こる。天保11年（1841年）には藩校稽古所を明義堂と改名する。
弘化4年（1847年）の第1次三閉伊一揆により、嘉永元年（1848年）6月13日に長男・利義に家督を譲って隠居した。しかし利義との関係は利義が世子だった頃から険悪で、嘉永2年（1849年）には利義を廃立して利義派を弾圧、利剛を藩主として嘉永6年（1854年）まで院政を敷く。しかし2度目の三閉伊一揆を誘発して幕府の介入するところとなり、安政元年（1854年）2月23日に幕府から江戸下屋敷での蟄居を命じられて、安政2年4月14日（1855年5月29日）に死去した。

## 人物
- 『派手好みにして女色に淫した』といわれ、悪評が高い。
- 初め謹明と称していたことや、長男の利義に「謹保」、四男に「謹敦」、新次郎に「謹詳」、六男の榮千代に当初「謹弘」とつけるなど、嫡男でありながら廃嫡された父・利謹の諱の一字（偏諱）をつけている他に、三戸式部の兄にあたる三戸済彰や横沢兵庫などの重臣に対して自身の諱の「済」の字を授けている。
- 弘化二年（1845年）に長唄の名曲「秋の色種」（作曲：十世 杵屋六左衛門）の詞章（歌詞）を書いたとされる。

## 官職および位階等の履歴
- 文政8年：四品信濃守に叙任。
- 文政10年（1827年）には従四位侍従となる。
- 天保10年（1839年）に少将に叙任。

## 系譜
- 父：南部利謹（1746-1814）
- 母：於米之方 - 清鏡院、石原氏、油御前
- 養父：南部利用（1803-1825）
- 正室：雅子 - 南部利敬の養女、松平輝延の娘
- 継室：烈子 - 楢山隆冀（たかくに、帯刀）の妹
  - 長男：南部利義（1824-1888）
  - 三男：南部利剛（1827-1896）
  - 四男：南部栄枝 - 南部信誉の養子
  - 五男：南部謹詳
- 側室：宝珠院
- 側室：青木千陽子
  - 女子：南部信賢室
- 側室：小寺秀子
- 側室：芳
- 側室：村瀬知恵
  - 六男：南部剛弘